# Cart (radio)

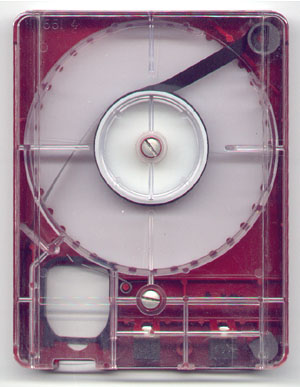
En cart.

En cart är i rundradiosammanhang en förkortning i talspråk för en/ett cartridge, dvs. en kassett på svenska.
Termen, som är direktinförd från brittiska och amerikanska radiostationer, används i allmänhet om kassetter med en oändlig bandslinga med inspelningstid från ett par sekunder till några minuter.
Carts användes mestadels från 1970-talet till dess att datorer intog radiostationerna i mitten av 1990-talet.
Största användningsområdet var för jinglar och ljudeffekter, men även för enstaka musikstycken, såsom de senaste låtarna.
Fördelen med att använda carts framför musikkassetter eller rullband, är att man slipper att spola tillbaka kassetter efter användning, men får ändå smidigheten med att snabbt kunna spela in nya ljud. Kassetten och kassettspelaren var utformade så att man bara tryckte in kassetten i en öppning i spelaren och genom att trycka på Play gick ljudet igång direkt.
Inga luckor eller laddtider över huvud taget.
I jingelsammanhang är detta önskvärt då samma jingel kan behöva användas med ett par minuters mellanrum.

## Cartwall
En cartwall är en vägg i kontrollrummet där man har ett fack för varje cart. Genom att ha dem uppsatta på väggen kan man snabbt söka och hitta den cart man behöver - en nödvändighet i stressiga situationer.

## Carts i datorer
När datorerna blev vanligare på radiostationerna övertog man smidigheten med carts i många utsändningsprogramvaror.
T.ex. är det fortfarande vanligt att ha avbildade cartwalls på datorskärmarna där man kan klicka på en ikon och blixtsnabbt kunna sända ut ett visst ljud.